# Regione delle Montagne
La regione delle Montagne o delle Diciotto Montagne (in francese Montagnes o Dix-Huit Montagnes) era una delle 19 regioni della Costa d'Avorio. Comprendeva quattro dipartimenti: Bangolo, Biankouma, Danané, e Man.
È stata soppressa nel 2011, quando è stato istituito il distretto delle Montagne.

## Città
- Séileu